# Bachia talpa
Bachia talpa är en ödleart som beskrevs av  Alexander Grant Ruthven 1925. Bachia talpa ingår i släktet Bachia och familjen Gymnophthalmidae. Inga underarter finns listade.